# Šimakaze (1942)
Šimakaze (島風) byl „torpédoborec první třídy“ (一等駆逐艦 Ittó kučikukan) japonského císařského námořnictva, postavený v letech 1941 až 1943. Byl prototypem nové třídy torpédoborců, které císařské námořnictvo označovalo jako torpédoborce typu C (丙型駆逐艦 Hei-gata kučikukan). S novým pohonným systémem o výkonu 75 000 k na hřídeli (55 162,4 kW), využívajícím vysokoteplotní vysokotlaké kotle, dosahoval rychlosti 40 uzlů (74,1 km/h), což z něj činilo nejrychlejší japonský torpédoborec druhé světové války a jeden z nejrychlejších na světě vůbec. Vedle extrémně výkonné pohonné soustavy se vyznačoval i silnou výzbrojí: se svými patnácti 610mm torpédomety pro torpéda typu 93 rovněž neměl konkurenci. Vzhledem ke složitosti konstrukce a vývoji válečných událostí se ale svých 16 plánovaných sesterských lodí nedočkal a zůstal jedinou jednotkou své třídy.
Šimakaze se zúčastnil bojů v Pacifiku, při kterých sloužil zejména jako doprovod jiných plavidel. Zúčastnil se krytí evakuace ostrova Kiska, pokusu o dopravu zásob na Biak, bitvy ve Filipínském moři a okrajově i bitvy u Leyte. Dne 11. listopadu 1944 ho při doprovodu konvoje TA č. 3 v Ormocké zátoce potopila palubní letadla z americké TF 38.
U japonských jmen je rodné jméno uváděno na prvním místě a rodové jméno na druhém

## Pozadí vzniku
S prvními jednotkami třídy Fubuki získalo císařské námořnictvo moderní, silné a výkonné torpédoborce, které dosahovaly rychlosti 38 uzlů (70,4 km/h). Vlivem londýnské námořní konference a po ní vlivem zvyšování výtlaku již této rychlosti u následujících tříd nebylo dosaženo a například u torpédoborců třídy Kageró klesla rychlost na 35,5 uzlů (65,7 km/h). Pro srovnání: Když v roce 1939 přijímalo císařské námořnictvo první jednotky třídy Kageró, vstupovaly do služby u amerického námořnictva první torpédoborce třídy Sims, které byly sice slaběji vyzbrojené, ale dosahovaly rychlosti 38,7 uzlů (71,67 km/h).
V roce 1939 zadal Gunreibu (軍令部 ~ námořní generální štáb) požadavek na nový typ torpédoborce, který by byl schopen dosáhnout rychlosti 40 uzlů (74,1 km/h). Program čtvrtého kruhu (マル4計画 Maru jon keikaku, oficiálně „4. program výstavby loďstva“ ~ 第四次海軍軍備充実計画 Dai-jon-dži kaigun gunbi džúdžicu keikaku) z téhož roku pak počítal s postavením jednoho prototypu trupového čísla 125 podle základního návrhu (基本計画番号 kihon keikaku bangó) F52. Později mělo následovat šestnáct dalších jednotek trupových čísel 733 až 748, ale k jejich realizaci již nedošlo.

## Konstrukce

### Trup
Kvůli umístění výkonnějšího pohonného systému a silnější výzbroje došlo u nového torpédoborce k nárůstu standardního výtlaku o 534 T oproti třídě Kageró.
Šimakaze byl jediným torpédoborcem císařského námořnictva, který měl takzvanou atlantickou příď.

### Pohon
Šimakaze byl vybaven dvěma sestavami nových parních turbín Kanpon, při jejichž konstrukci Japonci využili zkušeností svého německého spojence s konstrukcí turbín. Každá sestava se skládala z celkem šesti turbín: čtyř hlavních a dvou pro plavbu cestovní rychlostí. Hlavní turbíny v sestavě byly jedna vysokotlaká, dvě středotlaké a jedna nízkotlaká, všechny přes převodovku pohánějící jednu hřídel s lodní vrtulí. Pro plavbu cestovní rychlostí byla v každé sestavě navíc jedna vysokotlaká a jedna nízkotlaká cestovní turbína, které byly přes převodovku napojené na druhou hlavní středotlakou turbínu.
Turbíny roztáčela přehřátá pára o teplotě 400 °C a tlaku 38,9 kg/cm2 (3815,4 kPa) kterou generovaly tři vodotrubné kotle Ro-gó Kanpon šiki. Při zkouškách dokázaly turbíny vytáhnout výkon až na 79 240 k (58 280,9 kW) a Šimakaze dosáhl rychlosti 40,9 uzlů (75,75 km/h).

### Výzbroj

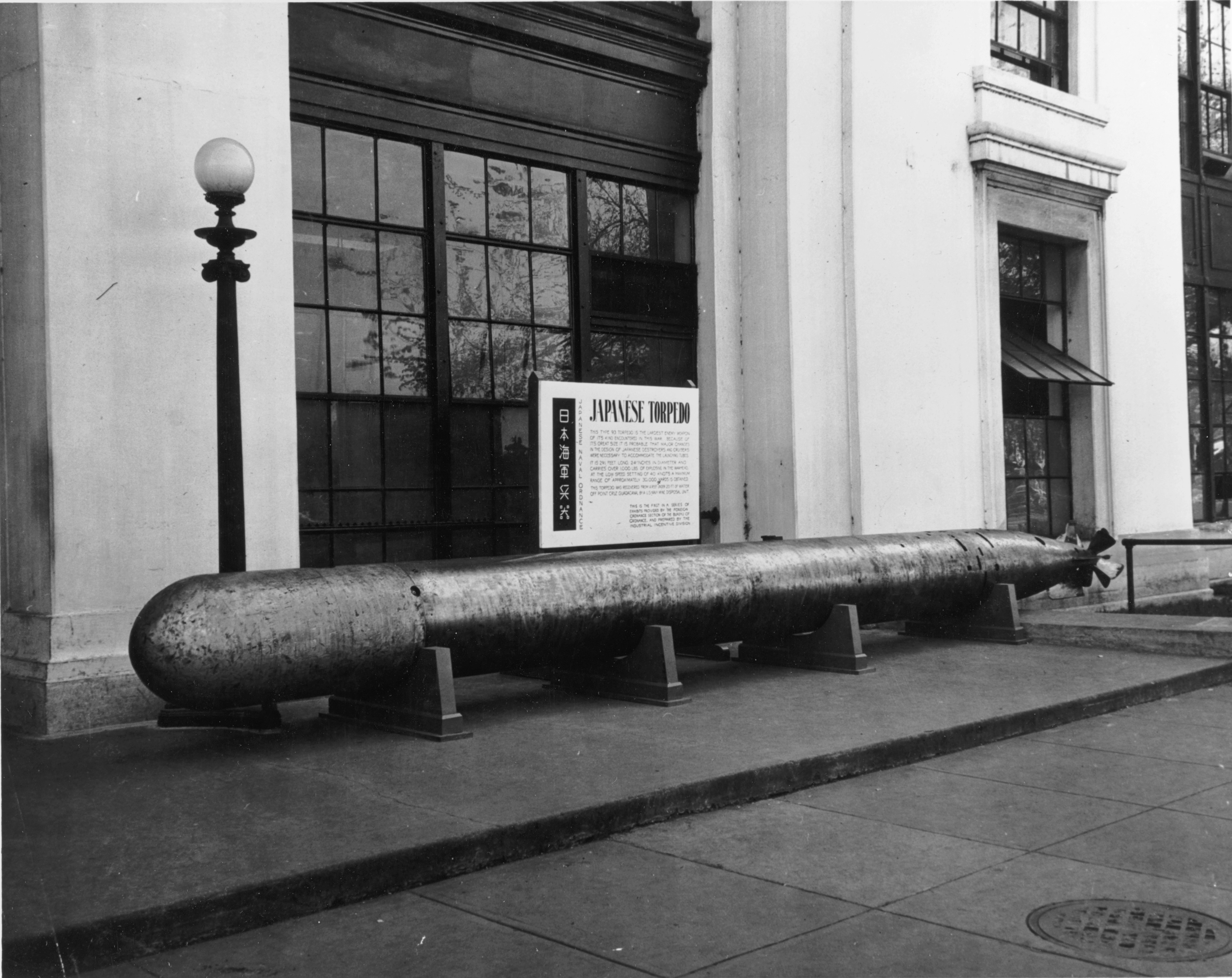
Torpédo typu 93 císařského námořnictva vystavené před velitelstvím US Navy ve Washingtonu, D.C.

Hlavní dělostřelecká výzbroj byla stejná jako u souběžně produkované třídy Júgumo. Šest 127mm kanónů typu 3. roku bylo umístěno po dvojicích do třech dělových věží typu D, které umožňovaly elevaci až 75 ° a tudíž použitelnost hlavní baterie i proti letadlům. Jedna dvouhlavňová věž byla – již tradičně – umístěna na přední palubě před můstkem, druhá na zadní nástavbě a třetí na palubě za zadní nástavbou.
Lehkou protiletadlovou vyzbroj tvořily při dokončení dvě dvojice 25mm kanónů typu 96 umístěných na platformě vedle zadního komínu. Ty doplňoval jeden dvouhlavňový 13,2mm kulomet na plošině před můstkem.
Unikátní v celém císařském námořnictvu byla torpédová baterie. Původní požadavek Gunreibu zněl na použití dvou sedmihlavňových torpédometů. Kvůli vysoké hmotnosti a kvůli požadavku na manuální nouzové ovládání torpédometů bylo ale od sedmihlavňové verze upuštěno a byla instalována trojice motorem na stlačený vzduch otáčených pětihlavňových zakrytovaných torpédometů typu 0 model 5 pro torpéda typu 93. Šimakaze se tak stal jedinou lodí císařského námořnictva s pětihlavňovými torpédomety. Silnější torpédovou výzbroj pak nesly už jenom torpédové křižníky Kitakami a Ói (přestavěné z lehkých křižníků v roce 1941).

### Radar
Šimakaze byl již při svém dokončení vybaven centimetrovým přehledovým radarem 22-gó pro sledování vzdušných i hladinových cílů, jehož anténa ve tvaru dvou trychtýřů se nacházela na předním stěžni.

## Pozdější modifikace
Podle Whitleyho a Wiśniewského měla být v roce 1944 odstraněna zadní 127mm věž, aby uvolnila místo dvojici trojhlavňových 25mm kanónů. Toto tvrzení je ale nutno považovat za nesprávné, neboť fotografie Simakaze z 11. listopadu 1944 ukazuje torpédoborec se všemi třemi 127mm věžemi. Nová 25mm trojčata byla umístěna na nové platformě vybudované po obou stranách nástavby světlometu mezi druhým a třetím torpédometem na zádi. 
Také 25mm dvojčata vedle komínu byla nahrazena za trojhlavňové verze. Dvouhlavňový kulomet před můstkem byl vyměněn za 25mm dvoukanón. Protiletadlová výzbroj Šimakaze tak stoupla na čtrnáct 25mm kanónů (4xIII a 1xII).
V polovině roku 1944 bylo instalováno dalších čtrnáct 25mm kanónů v jednohlavňovém provedení. Podle Wiśniewského měly přibýt i čtyři jednohlavňové 13,2mm kulomety. Během roku 1944 byla na zadní stěžeň instalována anténa metrového přehledového radaru 13-gó pro sledování vzdušných cílů.

## Služba

### Evakuace Kisky
Šimakaze byl dokončen 10. května 1943 v námořním arzenálu Maizuru a byl zařazen do výcvikové 11. suirai sentai (水雷戦隊 ~ eskadra torpédoborců) 1. kantai (艦隊 ~ loďstvo) Rengó kantai.
Prvním nasazením nového torpédoborce měla být účast na evakuaci ostrova Kiska. Dne 7. července 1943 vyplul Šimakaze spolu s ostatními plavidly z Paramuširu, ale počasí nedovolilo provést evakuaci. Dne 17. července se lodě vrátily na Paramušir. Mezitím byl Šimakaze 10. července přiřazen k 2. suirai sentai 2. kantai. Večer 22. července vyplul z Paramuširu k druhému pokusu o evakuaci Kisky. Šimakaze byl součástí krycího svazu, kterému velel taisa (大佐 ~ námořní kapitán) Šigetaka Amano. Kromě Šimakaze tvořily Amanovu krycí skupinu torpédoborce Wakaba (vlajkový), Hacušimo, Naganami a Samidare. Odpoledne 26. července se torpédoborec Hacušimo srazil s Wakaba a taisa Amano přestoupil na Šimakaze. O půlnoci na 28. července se svaz nacházel na pozici přibližně 46°40′ s. š., 173°10′ v. d., odkud se vydal kurzem 20 ° ke Kisce a dopoledne 29. července dorazil k západnímu pobřeží ostrova. Japonské lodě obepluly ostrov severně, aby se dostaly do přístavu na východním pobřeží. Šimakaze spolu s Naganami a Samidare hlídkoval u vjezdu do přístavu, Hibiki u ostrova Little Kiska a ostatní lodě vpluly ve 14:30 do přístavu a začaly naloďovat obránce ostrova. Ve 14:35 bylo naloďování dokončeno a lodě se kolem severního pobřeží ostrova vydaly zpět na Paramušir, kam dorazily 1. srpna.
Dne 3. srpna vyplul Šimakaze z Paramušir, aby spolu s torpédoborci Akigumo, Asagumo a Júgumo doprovodil těžký křižník Maja do Jokosuky, kam celé uskupení doplulo 6. srpna. V jokosuckých docích pak Šimakaze prodělal nezbytnou údržbu.

### Eskortování tankerů a těžkých jednotek loďstva
V září a počátkem října 1943 vykonal Šimakaze tři cesty mezi Jokosukou a tehdejší hlavní základnou císařského námořnictva v jihozápadním Pacifiku Trukem. Nejprve ve dnech 15. až 20. září doprovázel těžké křižníky Čókaj a Maja na Truk, poté 21. až 26. září doprovázel na zpáteční cestě do Jokosuky letadlové lodě Čújó a Taihó a nakonec 4. až 10. října doprovázel Čújó zpět na Truk.
Koncem září 1943 podnikly americké letadlové lodě TF 15 a TF 11 nájezd na atoly Makin a Tarawa. Počátkem října pak TF 14 zaútočila na Wake. V očekávání dalších nájezdů amerických letadlových lodí vyplulo japonské loďstvo 17. října z Truku k atolu Eniwetok. Šimakaze se rovněž zúčastnil tohoto výjezdu, ale k žádnému kontaktu s americkými silami nedošlo a 26. října se japonský svaz vrátil na Truk.
Dne 30. října 1943 vyplul Šimakaze z Truku, aby poskytl doprovod tankerům Nippon a Toa Maru. Doprovázel je ale pouze část jejich cesty na Tarakan a poté obrátil zpět. K 1. listopadu je Šimakaze zmiňován jako eskorta konvoje tankerů Niššó a Ničiei Maru, které toho dne připluly na Truk. Již následujícího dne ale Šimakaze opět vyplul, aby těmto dvěma tankerům poskytl doprovod na jejich další cestě do Rabaulu. Během ní byly oba tankery 4. listopadu poškozeny leteckým útokem, zatímco Šimakaze dorazil následujícího dne do Rabaulu – těsně po náletu amerických palubních letounů na tuto strategickou japonskou základnu. Na cestu zpět na Truk se Šimakaze podle Nevitta vydal ještě téhož dne jako doprovod těžkého křižníku Suzuja a poškozeného hybridního křižníku Mogami. Podle Hackett & Kingsepp ale oba křižníky měly vyplout z Rabaulu až 6. listopadu. Do Rabaulu Šimakaze připlul 8. listopadu.
Po cestě do Rabaulu následovala cesta do Japonska a zase zpátky, když nejprve ve dnech 11. až 15. listopadu 1943 doprovodil z Truku do Jokosuky těžké křižníky Atago a Takao a poté ve dnech 26. listopadu až 1. prosince doprovázel na Truk letadlové lodě Šókaku a Čitose.
Ráno 7. prosince 1943 vyplul z Truku jako součást eskorty konvoje č. 7072, který se skládal z tankerů Šinkoku a Fudžisan Maru a který plul na Palau. Šimakaze konvoj doprovázel až po 135 stupeň východní délky, kde se 11. prosince od konvoje odpojil a přidal se ke konvoji plujícímu ze Singapuru na Palau a tvořeného tankery Ničiei, Terukawa a Kjokutó Maru. Z Palau konvoj pokračoval 12. prosince jako konvoj č. 1040 na Truk, kam doplul 15. prosince. Odpoledne 18. prosince vyplul Šimakaze z Truku jako doprovod konvoje č. 7181, který tvořil pouze tanker Kenjó Maru plující na Palau. Šimakaze doprovázel tanker až do 21. prosince, kdy doprovod tankeru převzal torpédoborec Hajanami.
K 6. lednu 1944 Hackett & Cundall zmiňují Šimakaze jako součást eskorty konvoje NE–602, který toho dne vyplul ze Saipanu a směřoval na Palau. Již o dva dny později – odpoledne 8. ledna – měl ale podle týchž historiků vyplout z Balikpapanu jako součást eskorty konvoje KU. Takový výkon by ale pro Šimakaze znamenal urazit nejméně 2000 námořních mil (3704 km) mezi Saipanem a Balikpapanem za méně než 65 hodin – tedy průměrnou rychlost minimálně 30,8 uzlu (57,0 km/h) a s minimálně jedním doplňování paliva po cestě.
Konvoj KU se skládal z tankerů Nippon, Kokujó, Kenjó Maru a dalších nákladních plavidel. Doprovod měly zajišťovat torpédoborce Šimakaze a Hajanami spolu s hlídkovým člunem č. 102 (ex USS Stewart (DD-224)). Konvoj doplul na Palau, odkud 14. ledna pokračoval na Truk, přičemž jeho eskorta byla posílena o torpédoborce Sazanami a Akebono. Odpoledne téhož dne byl konvoj napaden ponorkami USS Guardfish, USS Albacore a USS Scamp. Ty potopily tankery Nippon a Kenjó Maru a torpédoborec Sazanami. Zbytek konvoje doplul – včetně Šimakaze – na Truk 17. ledna.
Dne 22. ledna 1944 se na 130. stupni východní délky Šimakaze, ještě spolu s torpédoborcem Tamanami, připojil jako eskorta ke konvoji KU–702. Ten tvořily tankery Kjokutó a Ničiei Maru směřující z Balikpapau na Truk, kam dorazily 26. ledna.
Odpoledne 5. února vyplul z Truku konvoj tankerů Kokujó, Ničiei a Kjokutó Maru. Jako eskorta konvoje byly přiřazeny torpédoborce Šimakaze, Oite a Ikazuči. Ve 13:00 dne 11. února dorazil konvoj do Davao na Mindanau, kde Šikamaze dotankoval 149 tun paliva z nádrží Ničiei Maru. Druhého dne vyplul ve 12:40 konvoj opět na cestu, ale tentokrát ho eskortoval již pouze Šimakaze. Ráno 15. února dorazil konvoj do Balikpapanu. Tam se zformoval nový konvoj složený z tankerů Kokujó, Niššó a Kjokutó Maru a eskortovaný torpédoborci Šimakaze a Ikazuči. Tento konvoj vyplul z Balikpapanu odpoledne 21. února. V 1:00 dne 25. února na pozici 5°55′ s. š., 126°5′ v. d. konvoj napadla vynořená ponorka USS Hoe a zasáhla Kjokutó Maru. Ve 2:20 zaútočila Hoe podruhé a potopila tanker Niššó Maru. Zbytek konvoje, včetně Kjokutó Maru, doplul později téhož dne do Davao. Z Davao pokračoval konvoj 29. února na Palau, kam dorazil 2. března a kde byl následně konvoj rozpuštěn.
Z Palau pokračoval Šimakaze 4. března 1944 jako eskorta nosiče hydroplánů Akicušima přes Saipan do Jokosuky, kam dorazil 14. března. Z Jokosuky pokračoval do Kure, kde se ve dnech 17. března až 12. dubna podrobil údržbě v docích.

### Posily pro Biak a bitva ve Filipínském moři
Dne 20. dubna vyplul z Kure jako součást eskorty bitevní lodě Jamato a křižníku Maja. Cestou přes Manilu (28. dubna) je doprovodil na Lingga, kam dorazil 1. května. Podle Nevitta pak ve dnech 12. až 15. května doprovodil těžké jednotky z Lingga na Tawi-Tawi. Podle Hackett & Kingsepp se ale tento přesun uskutečnil ve dnech 11. až 14. května. Odpoledne 10. června vyplul z Tawi-Tawi svaz čúdžó (中将 ~ viceadmirál) Matome Ugakiho tvořený mimo jiné bitevními loděmi Jamato a Musaši, aby v rámci operace Kon poskytl krytí třetímu konvoji se zásobami pro Biak. Šimakaze byl součástí doprovodu Ugakiho svazu. Dne 12. června ale byla operace „odložena“ a svaz zakotvil na Batjanu. Již následujícího dne ale Ugakiho svaz vyplul na moře. Na pozici 11° s. š., 130° v. d. se přibližně v 10:00 dne 16. června setkal se skupinou tankerů, ze kterých Ugakiho lodě dotankovaly a následně zamířily na sever k setkání s Ozawovým svazem letadlových lodí. K setkání došlo v 16:50 téhož dne. Po dotankování letadlových lodí zamířily japonské lodě do bitvy ve Filipínském moři, během které byl Šimakaze součástí doprovodu Kuritova předsunutého svazu. Ačkoliv i Kuritův svaz se navečer 20. června stal cílem protiútoku amerických palubních letadel, Nevitt nezmiňuje žádné škody na Šimakaze.

### Bitva u Leyte
Dne 8. července 1944 vyplul Šimakaze z Kure jako doprovod transportu vojáků na Okinawu. Poté pokračoval do Lingga, kam doplul 16. července. Z Lingga poté 18. října doprovodil bitevní lodě Jamato, Musaši a Nagato do Bruneje, kde dotankovaly před plánovanou operací Šó-ičigó (捷１号作戦).
Dne 22. října loďstvo vyplulo z Bruneje. Šimakaze byl přímo podřízen 2. suirai sentai Kuritovy 1. butai (第一部隊 ~ 1. sekce) 1. júgeki butai (第一遊撃部隊 ~ 1. útočný svaz, někdy též Střední svaz). Cestou byl ráno 23. října Kuritův svaz u ostrova Palawan napaden ponorkami USS Darter a USS Dace, které potopily těžké křižníky Atago a Maja a těžce poškodily těžký křižník Takao. Všechny tyto lodě se nacházeli na čele japonské formace. Šimakaze tou dobou plul přímo uprostřed formace, přičemž na pravoboku měl Musaši, na pravoboku před přídí Jamato a na levoboku před přídí Nagato.
Během bitvy v Sibuyanském moři 24. října plul Šimakaze na čele Kuritovy 1. butai. V 16:21 byl Šimakaze, spolu s těžkým křižníkem Tone a torpédoborcem Kijóšimo, pověřen doprovodem těžce poškozené Musaši. Ta se ale již potápěla a tak Šimakaze převzal 607 nebo 635 ze 769 trosečníků z těžkého křižníku Maja, kteří se nacházeli a palubě Musaši. Do následující bitvy u ostrova Samar 25. října ale Šimakaze nijak významně nezasáhl – jediná příležitost jeho kariéry, jak využít silnou torpédovou výzbroj tak byla promrhána. Během obou bitev byl Šimakaze lehce poškozen blízkými dopady pum a palbou útočících letadel. Další poškození bylo způsobeno kolizí s torpédoborcem Akišimo 25. října.
Dne 26. října Simakaze, spolu s dalšími jednotkami, dotankoval z tankeru Ničiei Maru a následujícího dne v Coronské zátoce opět dotankoval palivo z tankeru Juho Maru nebo Ničiei Maru. Po dotankování odplul do Bruneje.

### Operace TA a potopení
Z Bruneje zamířil zase zpět na Filipíny a 31. října zakotvil v Manile. V Manile se tou dobou soustřeďovaly lodě určené k provedení a krytí operací TA – zásobování bojujících japonských jednotek na Leyte. Dne 4. listopadu se Šimakaze stal vlajkovou lodí šóšó (中将 ~ kontradmirál) Mikio Hajakawy.
Ráno 9. listopadu vyplul z Manily konvoj TA č. 3, jehož pět transportních lodí přepravovalo 2000 mužů a 6000 tun munice 26. divize císařské armády. Doprovod zajišťoval Šimakaze spolu s torpédoborci Hamanami, Hacuharu a Take, minolovkou č. 30 a stíhačem ponorek č. 46. Cestou se konvoj 10. listopadu setkal s konvojem TA č. 4, který vyplul dříve a nyní mířil zpět do Manily. Hacuharu a Take se vrátily zpět spolu s TA č. 4, který naopak k ochraně TA č. 3 zanechal torpédoborce Asašimo, Naganami a Wakacuki.
Za úsvitu 11. listopadu byl konvoj severozápadně od Leyte napaden americkými torpédovými čluny PT-321 a PT-324, které ale byly zahnány dvěma torpédoborci (jeden z nich byl Hamanami). Ráno 11. listopadu vyslaly letadlové lodě z TG 38.1 (USS Hornet, USS Monterey a USS Cowpens), 38.3 (USS Essex, USS Ticonderoga a USS Langley) a 38.4 (USS Enterprise a USS San Jacinto) přibližně 350 letadel proti konvoji TA č. 3. Americká letadla zastihla Japonce u cíle jejich cesty v Ormocké zátoce a přibližně v 10:45 zahájila útok. Japonské torpédoborce se pokusily uniknout z pasti Ormocké zátoky úžinou severně od ostrova Ponson, přičemž Šimakaze plul uprostřed pětičlenné liniové formace.

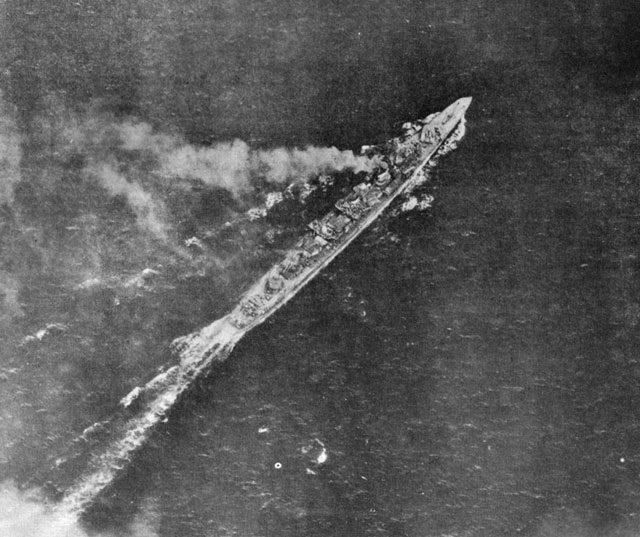
Šimakaze krátce před potopením palubními letouny amerického námořnictva v Ormocké zátoce dne 11. listopadu 1944

Šimakaze byl zasažen na přídi a na jeho palubě zahynul i šóšó Hajakawa. Hořící Šimakaze, jehož stroje se zastavily, byl pak bezmocně unášen po hladině. Nakonec se v 16:30 potopil jako poslední z lodí TA č. 3, které byly toho dne potopeny. Přežily pouze torpédoborec Asašimo a stíhač ponorek č. 46. Zničení konvoje TA č. 3 stálo TF 38 pouhých devět sestřelených letadel.
Počet přeživších z Šimakaze není přesně znám, ale z Šimakaze a Wakacuki se na Leyte zachránilo celkem 131 mužů, včetně kapitána Šimakaze čúsa (中佐 ~ fregatní kapitán) Hiroši Uwaie. K vysokým ztrátám přispělo i to, že Šimakaze odmítl pomoc z Asašimo. V noci z 2. na 3. prosince byla část přeživších z Šimakaze a Wakacuki naloděna na lodě konvoje TA č. 7. Během naloďování trosečníků byl TA č. 7 napaden torpédoborci USS Allen M. Sumner, USS Moale a USS Cooper, které potopily torpédoborec Kuwa a poškodily Take. Take ale dokázal torpédem potopit Cooper a zbývající americké lodě se stáhly. Poté byli trosečníci přeloženi na Take a jusókan č. 9. První skupina trosečníků dorazila s konvojem TA č. 7 do Manily 4. prosince. Druhá skupina byla vyzvednuta 11. prosince torpédoborcem Uzuki z konvoje TA č. 9. Ráno 12. prosince byl ale Uzuki torpédován čluny PT-490 a PT-492 a téměř okamžitě se potopil. Není známo, že by někdo přežil.
Dne 10. ledna 1945 byl Šimakaze vyškrtnut ze seznamu lodí japonského císařského námořnictva.